# Colin Furze
Colin Furze (Stamford, 14 ottobre 1979) è uno youtuber, stuntman e inventore inglese.

## Biografia
Nato a Stamford, Lincolnshire, lascia la scuola a 16 anni per diventare un idraulico, professione che continuerà fino alla sua partecipazione al programma di Sky Gadged Geek. Furze utilizza le sue esperienze ingegneristiche e da idraulico per realizzare diverse creazioni, tra cui un muro della morte, la motocicletta più lunga al mondo, il passeggino più veloce al mondo e una motocicletta con propulsione jet.
Alcuni suoi progetti vengono finanziati da franchise televisivi e videoludici, inclusi una lama celata e un rampino visti nel videogioco Assassin's Creed e un bunker sotterraneo nel suo giardino di casa per promuovere la serie TV You, Me and the Apocalypse prodotta da Sky.

### Invenzioni
Molte creazioni di Furze sono pubblicizzate sul suo canale YouTube.
Il 13 marzo 2010 viene caricato un video di un suo scooter modificato per includere un lanciafiamme in grado di sviluppare fiamme alte fino a 4,5 m. Il 25 marzo 2010 Furze viene arrestato con l'accusa di possesso di oggetto convertito in arma. Viene comunque rilasciato il giorno successivo, senza accuse a suo carico. Questo era il terzo tentativo di Colin Furze di creare uno scooter simile: il primo non funzionò, mentre il secondo prese fuoco.
Il 5 maggio 2014 Furze pubblica un video per dare inizio ad uno speciale di 3 settimane sui supereroi X-Men. In questa occasione Furze riproduce gli artigli retrattili di Wolverine, utilizzando un sistema pneumatico. Durante la prima settimana il video riceve oltre 3 milioni di visualizzazioni. Nel corso delle 3 settimane Furze pubblica video in cui mostra delle scarpe magnetiche per simulare i poteri di Magneto e con cui cammina sul soffitto, un sistema per simulare i poteri di Pyro e uno, opposto, per simulare i poteri di Uomo Ghiaccio utilizzando idrogeno liquido.
Il 4 giugno 2015 Furze mostra in un video il suo FurzoToasto, un prototipo di coltello in grado di tostare il pane durante il taglio.
Il 23 ottobre 2015 Furze pubblica un video in cui dichiara di voler realizzare una "lama celata" per promuovere l'uscita del videogioco Assassin's Creed: Syndicate. In breve tempo Furze realizza l'arma: una lama retrattile grazie ad un sistema a molle attivato dal movimento del polso. Furze realizza ed integra inoltre un lancia-rampini perfettamente funzionante, in grado di sollevare il suo peso.
Nel 2016 Furze crea una hoverbike utilizzando due "paramotori".
Il canale YouTube di Colin Furze a metà aprile 2022 conta oltre 11,9 milioni di iscritti.

### Il successo
Il 14 ottobre 2010 viene annunciato che Furze ha modificato un mobility scooter per raggiungere la velocità di 114 km/h nel tentativo di entrare nel Guinness Book of Records. Lo sviluppo ha impiegato circa tre mesi utilizzando un motore da motocross da 125 cm³.
Il 10 ottobre 2012, Furze pubblica un video in cui mostra un passeggino su cui ha installato un motore. Se il passeggino fosse stato in grado di raggiungere i 48 km/h sarebbe entrato di diritto nel Guinness Book of Records come il più veloce passeggino al mondo. Il 18 ottobre dello stesso anno Furze pubblica un video in cui dimostra come il suo passeggino sia in grado di viaggiare a 86,04 km/h, ottenendo così il record mondiale.
Il 30 marzo 2017, Colin Furze pubblica un video in cui mostra una macchina autoscontro del 1960 restaurata, modificata con l'installazione di un motore sport bike Honda da 600 cm³ in grado di erogare circa 75 kW (100 CV). Il mezzo modificato raggiunge una velocità massima di 172,827 km/h, con una velocità media di 161,475 km/h in entrambe le direzioni della pista di prova – rendendola la macchina autoscontro più veloce del mondo come certificato dal Guinness World Records.

### Televisione
Furze partecipa come esperto nella trasmissione Gadget Geeks, serie trasmessa da Sky 1 nel gennaio 2012 e che si occupa di tecnologia e gadgets.
Furze è stato indicato come "numero uno" diverse volte nello show Science Channel e due volte nello show Virtually Famous durante l'E4, mostrando gli artigli di Wolverine il 28 luglio 2014 e l'anno successivo mostrando il suo "coltello tostapane".